# Referendum in Bulgaria del 2015
Il referendum in Bulgaria del 2015 si svolse il 25 ottobre 2015, in concomitanza con il primo turno delle elezioni locali, per proporre alcune modifiche alla normativa elettorale, in particolare l'introduzione del voto elettronico a distanza per elezioni e referendum. Sebbene il risultato del referendum sia stato approvato con ampio margine favorevole, l'affluenza alle urne fu molto al di sotto del quorum richiesto per rendere vincolante il suo risultato.

## Contesto
Il 10 marzo 2013 un comitato di iniziativa presieduto dal professor Georgi Bliznaški presentò al parlamento bulgaro una petizione  su proposte di modifica del codice elettorale della Bulgaria. Questi modifiche prevedevano di reintrodurre il voto di maggioranza accanto alla rappresentanza proporzionale, rendere obbligatorio il voto e introdurre il voto elettronico. Secondo la legge bulgara vigente all'epoca, l'indizione di un referendum erè obbligatoria se una petizione riceveca almeno 500.000 firme. I sostenitori hanno affermato di avere 560.000 firme sulla petizione, dando al Parlamento tre mesi (fino all'inizio di giugno) per autenticare le firme. Tuttavia, numerose firme vennero annullate così da non poter raggiungere il requisito del mezzo milione di firme autenticate; tuttavia, c'erano abbastanza firme per mettere il contenuto in discussione davanti al parlamento. Quando il dibattito è arrivato a giugno, tuttavia, i legislatori hanno respinto l'idea di tenere il referendum.
Uno degli elementi della petizione, quello di introdurre il voto obbligatorio, fu invece mantenuto e proposto dal leader del Partito Socialista Bulgaro Sergej Stanišev, che venne appoggiato dal leader dei GERB Bojko Borisov.

## Risultati
| Scelta                        | voti      | %     |
| ----------------------------- | --------- | ----- |
| Sì                            | 1.883.411 | 72.79 |
| No                            | 704.182   | 27.21 |
| Schede bianche/nulle          | 122.339   | –     |
| Totale                        | 2.709.932 | 100   |
| Elettori registrati/affluenza | 6.766.619 | 40.05 |
| Fonte: CEC                    |           |       |